# Gilberto Ribeiro Gonçalves
Gilberto Ribeiro Gonçalves (Andradina, 13 de setembro de 1980), conhecido como Gil, é um ex-futebolista de futebol brasileiro que atuava na posição de atacante.

## Carreira

### Corinthians
Revelado nas categorias de base do Corinthians, foi promovido ao time principal no início da temporada de 2000 e começou a aparecer no futebol nacional em 2001, quando foi Campeão Paulista e vice da Copa do Brasil de 2001. Gil ganhou destaque com as conquistas do Torneio Rio-São Paulo e Copa do Brasil de 2002 quando formava o setor esquerdo do time titular com Kléber e Ricardinho. Também ficou conhecido como um dos jogadores mais rápidos do futebol brasileiro na época que defendia o alvinegro do Parque São Jorge. Naquela mesma temporada ganhou a cobiçada Bola de Prata da Placar, em um Campeonato Brasileiro no qual a sua equipe havia sido vice-campeã. Em relação à sua conquista pessoal, o jogador já sonhava com ela: "vi uma [ Bola de Prata ] na casa do Luizão e passei a sonhar com a minha" .
Apesar de, junto com seu empresário, Gilmar Rinaldi, ter traçado um plano de carreira que, na ordem, o levaria à Seleção, o faria, em seguida, titular dela e, por último, visava à sua transferência ao exterior ,Gil foi Campeão Paulista de 2003 sendo o jogador mais talentoso do elenco, a dramática eliminação corinthiana na Libertadores de 2003 para o River Plate, da Argentina, e as instáveis campanhas do clube nas competições seguintes, que quase culminaram no rebaixamento alvinegro para a segunda divisão paulista de 2004, fizeram com que Gil perdesse um valioso espaço dentro do Parque São Jorge.
Em 2005, com a chegada de Carlos Tévez ao Corinthians, contratado pela MSI, o prata da casa perdeu a camisa 10. Depois de seis anos, 263 jogos e 57 gols, Gil saiu após o pagamento da rescisão contratual de 250 mil dólares pelos japoneses do Verdy Tokyo, que adquiriram seus direitos por seis meses.

### Demais clubes
Retornou ao Brasil para defender o Cruzeiro. Jogou no clube mineiro até agosto daquele ano quando foi vendido ao Gimnàstic de Terragona, da Espanha, por 1,2 milhão de dólares.
Em agosto de 2007, Gil rescindiu seu contrato com a equipe espanhola e se transferiu para o Internacional.
Em julho de 2008, foi emprestado ao Botafogo para disputa do Campeonato Brasileiro de 2008 e em 2009 voltou para o Internacional. Afastado do grupo principal do Internacional, em setembro de 2009 foi para o Flamengo em que teve poucas chances, e em 2010 teve seu contrato encerrado. Desde então, permaneceu sem clube.
Em agosto de 2011, acertou com o União, de Mogi das Cruzes, para a disputa da 4ª divisão paulista.
Em 2013, após quase três anos longe dos gramados, Gil não sabia se ainda voltaria ao futebol. Para que isso ocorra, o ex-corintiano impôs uma única condição: ser contratado por um clube paulista competitivo. Caso contrário, ele afirma ter se preparado financeiramente para concretizar sua aposentadoria.
Após tanto tempo longe dos gramados, Gil acabou encerrando sua carreira de forma precoce, aos 32 anos. O jogador não recebeu propostas e não pode continuar atuando profissionalmente. Seu último clube foi o União Mogi, do Interior de São Paulo.
Gil foi contratado pelo ABC de Natal para disputar o restante da Série B de 2014, com contrato firmado até março de 2015. Foram 40 dias de trabalho e Gil acabou sendo dispensado pelo ABC após ter uma queda do rendimento apresentada no decorrer dos treinos realizados.
Em fevereiro de 2015, foi anunciado como novo reforço do Juventus para a disputa da Série A3 do Paulistão. Fez 4 gols na vitória do time diante da Francana na Rua Javari, na vitória por 4x0 em 25 de março daquele ano. Foi um dos responsáveis pelo acesso do clube à Série A2 do Campeonato Paulista.
Em março de 2016, anunciou sua aposentadoria.

### Memena internet
Em 2006, Gil ficou famoso por uma entrevista concedida para a Rádio Divinópolis AM, uma rádio católica de grande visibilidade no estado de Minas Gerais, após a conquista do título do Campeonato Mineiro daquele ano pelo Cruzeiro. Quando o jogo terminou, a torcida invadiu o campo e arrancou a roupa dos jogadores. Nesse momento, o repórter Amaral Junior perguntou-lhe se valia tudo na hora da comemoração e Gil respondeu de forma inusitada: "Só não vale dar o cu, o resto vale tudo". Sua colocação é conhecida até hoje como a "Lei de Gil", de onde surgiu o apelido "Legislador".

## Títulos
Corinthians
- Copa São Paulo: 1999
- Campeonato Paulista: 2001 e 2003
- Torneio Rio-São Paulo: 2002
- Copa do Brasil: 2002
- Campeonato Brasileiro: 2005

Cruzeiro
- Campeonato Mineiro: 2006

Internacional
- Copa Dubai: 2008
- Campeonato Gaúcho: 2008

Flamengo
- Campeonato Brasileiro: 2009

### Prêmios Individuais
Corinthians
- Bola de Prata: 2002